# Tramutola
Tramutola es una localidad italiana de la provincia de Potenza, región de Basilicata, con 3.223 habitantes.

## Cine
En el 2009 esta ciudad fue una de las incluidas en el rodaje de la película Basilicata coast to coast. En ella se veía a una banda de músicos atravesar la región Basilicata desde Maratea hasta Scanzano Jonico. El film fue dirigido por Rocco Papaleo, quien además se desempeñó como actor junto a Alessandro Gassman, Max Gazzè y Giovanna Mezzogiorno.

## Evolución demográfica
| Gráfica de evolución demográfica de Tramutola entre 1861 y 2001 |
|                                                                 |
| Fuente ISTAT - Elaboración gráfica por parte de Wikipedia       |